# Khanate
Khanate (с англ. — «Ханство») — американская дроун-дум-супергруппа, в которую вошли Джеймс Плоткин и Алан Дубин, два участника распавшейся группы OLD, а также Тим Выскида из Blind Idiot God и Manbyrd и Стивен О'Мелли из Burning Witch и Sunn O))).
Сохраняя некоторое сходство с предыдущей группой О'Мэлли Burning Witch, Khanate выпускает песни, которые обычно превышают 10-минутную отметку, характеризуясь крайне медленным темпом, резкими слоями обратной связи и мучительным визгом вокалиста Алана Дубина.
24 сентября 2006 года Khanate распалась, и Плоткин заявил, что «отсутствие приверженности со стороны некоторых участников» привело к расколу.
В выпуске журнала Rock-A-Rolla за январь/февраль 2009 года вокалист Алан Дубин заявил: «У нас было несколько фестивальных предложений, [которые] вызвали разговоры о воссоединении, но в итоге они не оправдались». Он продолжил: «Я очень сомневаюсь, что воссоединение произойдет».
19 мая 2023 года группа выпустила неожиданный альбом под названием To Be Cruel в цифровом формате и объявила о предварительных заказах на физический релиз, который должен выйти в июне. Группа также объявила о цифровых переизданиях своих четырех предыдущих альбомов и планах на последующие физические переиздания.

## Характеристики
Стиль
Звучание группы можно охарактеризовать как дроун-метал, дум-метал и экспериментальный метал.

## Дискография
Студийные альбомы
- Khanate (2001)
- Things Viral (2003)
- Capture & Release (2005)
- Clean Hands Go Foul (2009)
- To Be Cruel (2023)

Прочее
- Live WFMU 91.1 (2002, Live)
- No Joy (Remix) (2003, EP)
- Let Loose The Lambs (2004, Live DVD; limited to 230 copies)
- KHNT vs. Stockholm (2004, Live)
- Live Aktion Sampler 2004 (2004, Live)
- Dead/Live Aktions (2005, DVD)
- It's Cold When Birds Fall From The Sky (2005, Live; limited to 500 copies)